# Arboreto de Liendo
El Arboreto de Liendo es un arboretum que se encuentra en el barrio de Mollaneda, en el municipio de Liendo (Cantabria, España). 

## Historia
Se inauguró en marzo del 2002 junto con el Centro de Interpretación del Bosque, albergado en la antigua y recientemente restaurada ermita de San Roque. Se trata de un precioso parque donde el visitante podrá recorrer sus entresijos entre árboles y arbustos de diferentes continentes. Recientemente se mejoró la cartelería interpretativa con una breve descripción de cada especie. 

## Colecciones
- El arboreto se extiende en parte sobre las ruinas de un antiguo hospital de peregrinos del Camino de Santiago de Compostela, donde se plantaron unos cien ejemplares de árboles de especies procedentes de varios continentes:

- - Europa, tilo, tejo, serbal de cazadores, roble carballo, plátano falso, pino piñonero, haya, etc.
  - América, tuya gigante, secuoya, magnolio, etc.
  - Asia, sauce llorón, palmito alto, níspero del Japón, ginkgo, ciruelo rojo, ciprés, cinamono, árbol del paraíso, etc.
  - África, palmera canaria, cedro del Atlas, etc.
  - Oceanía, Mimosa, acacia de Australia, etc.

- El Centro de Interpretación del Bosque consiste en una muestra dirigida a dar a conocer los distintos tipos de bosque que crecen en la Comarca del Asón-Agüera.